# Aker (divinità)
| A | k · r | A40 |

| A | k · r | A40 |

Aker

Aker (anche Akar o Akher) è una divinità egizia appartenente alla religione dell'antico Egitto che personificava l'orizzonte.
Aker era spesso raffigurato dal simbolo
| N27 |

 3ḳt - akhet

(il sole che sorge tra due montagne)

affiancato da due leoni detti Sef e Duau, rispettivamente ieri e oggi in antico egizio.
Attraverso le porte di Aker il sole entrava, ogni sera, nella galleria che attraversava il mondo sotterraneo per tornare a sorgere il mattino seguente.

## Descrizione
Inizialmente Aker era rappresentato con il torso di un leone sdraiato con la bocca spalancata. Successivamente venne rappresentato come due torsi di leone uniti, che guardano in direzioni opposte.
Dal Medio Regno in poi, Aker viene rappresentato come una coppia di leoni gemelli, uno chiamato Duaj, ieri, e l'altro Sefer, domani. Per questo motivo Aker era chiamato "Colui che guarda avanti e dietro". Quando rappresentato come una coppia di leoni, il simbolo geroglifico per l'orizzonte e un disco del sole erano inseriti fra i due animali; i leoni sedevano schiena contro schiena.
In tempi successivi, Aker può anche apparire come due torsi di sfinge uniti fra di loro.

## Culto
Aker appare per la prima volta durante la prima dinastia, sotto i faraoni Hor Aha e Djer. Una tavoletta decorativa non completa, trovata nella tomba di Djer a Abido, mostra Aker che divora tre cuori. Il sito del principale luogo di culto di Aker è però sconosciuto.
Il suo primo ruolo all'interno della mitologia è descritto per la prima volta nei famosi Testi delle Piramidi di Teti.

## Mitologia
Inizialmente Aker era descritto come uno degli dei della terra, guardiano del "cancello per il luogo lontano". Proteggeva il re deceduto dai tre serpenti demoniaci Hemtet, Iqeru e Jagw. Seppellendo il re deceduto, Aker sigillava il morto, riparandolo dal respiro velenoso dei serpenti demoniaci.
Un'altra divinità della terra, che si univa al lavoro di Aker, era Geb, motivo per cui le divinità erano spesso connesse.
In altri incantesimi e preghiere, Aker è connesso con Set, e anche identificato con il suo animale. Questo è interessante, perché Set è descritto come una divinità del vento, non della terra.
Nei Testi delle Bare del periodo del Medio Regno, Aker sostituisce il dio Kherty, diventando il traghettatore di Ra sulla sua barca notturna. Aker protegge il dio del sole durante i suoi viaggi notturni attraverso le caverne dell'aldilà. Nel Libro dei Morti, Aker dà alla luce il dio Khepri, il giovane sole nascente, in forma di scarabeo, dopo che Aker ha trasportato il sarcofago di Khepri attraverso le grotte dell'aldilà.
In altre scene ambientate nell'aldilà, Aker trasporta la barca notturna di Ra, e, durante il suo viaggio, gli viene chiesto di nascondere il cadavere di Osiride sotto al suo grembo, mentre viene protetto dal dio Geb.
In diverse inscrizioni, murali e rilievi, Aker era connesso con l'orizzonte del Nord e dell'Ovest, formando con il suo corpi un ponte mitologico fra i due orizzonti. Alcuni testi dei sarcofagi, dalle tombe di Ramses IV, Djedkhonsuiusankh e Pediamenopet descrivono come il dio del sole Ra viaggia attraverso l'aldilà come "Apopi che attraversa la pancia di Aker dopo che era stato tagliato da Set". In questo caso, Aker sembra una rappresentazione stessa dell'aldilà.